# Hans Munch-Petersen
Hans Vilhelm Munch-Petersen, född 26 mars 1869, död 8 september 1934, var en dansk jurist. Han var son till Julius Petersen och bror till Jon Julius Munch-Petersen.
Munch-Petersen blev juris doktor 1896 med avhandlingen Løftet og dets Causa, 1899 docent vid Köpenhamns universitet och professor från 1901. År 1921 blev han universitets administrator. Munch-Petersen innehade många offentliga uppdrag, bland annat var han medlem av staffprocesskommittén 1921 och 1929, av nordiska familjerättskommissionen 1931, ordförande i konkurslagstiftningskommissionen 1930. Han utgav en mycket läst lärobok för nybörjare, Den borgerlige Ret i Hovedtræk (1901, 8:e utgåvan 1931) och de större arbetena Den danske Civilproces (4 band 1906-15) och Den danske Retspleje (5 band, 1917-19) visade han sitt stora intresse för den samtida danska rättegångsformen.